# Tala Athmane
Tala Athmane (en kabyle : Tala Σetman, ⵝⴰⵍⴰ ⵄⴻⵝⵎⴰⵏ, en arabe : ثالة عثمان) est un village de Kabylie, situé dans la commune de Tizi Ouzou en Algérie. Il se trouve à 16 km à l’est du chef-lieu de la commune Tizi Ouzou.

## Géographie
Tala Athmane s’étend sur 7 km2 dans la totalité de son territoire. La zone industrielle occupe 0,872 km2 et environ 2 km2 sont occupés par les habitations, ce qui laisse une superficie de 4,128 km2 de terres agricoles et terres non bâties.

## Hydrographie
Le village est bordé au sud par la rivière du Sébaou (Asif n Sibaw) sur une longueur de 2,47 km.

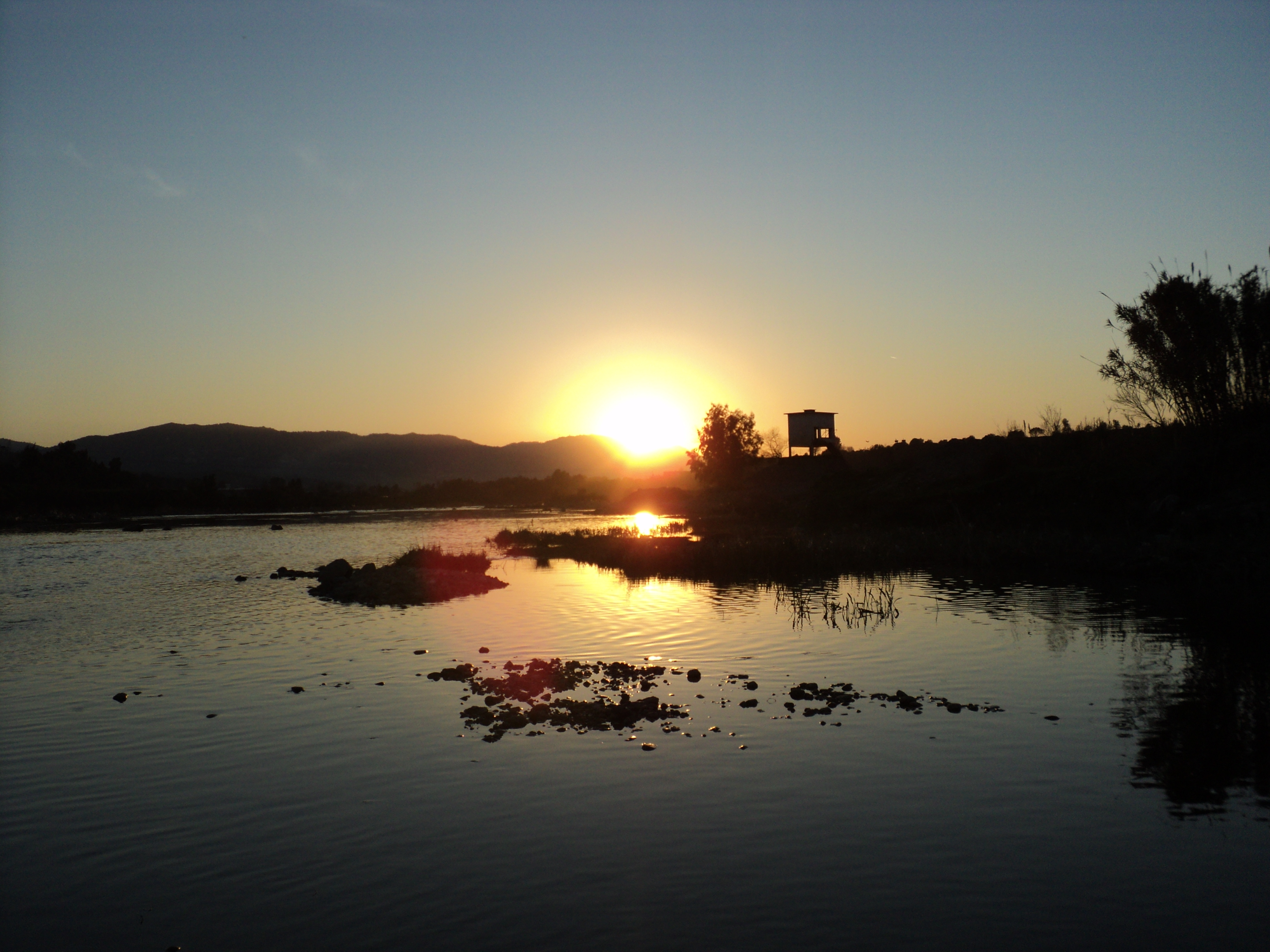
Rivière du Sébaou au village de Tala Athmane.

Il contient trois sources naturelles d’eau potable :
- Tala bwada (Thala bwadda)
- Lainser Aqdhim (Lεinṣeṛ Aqdim)
- Lainser Ajdhid (Lεinṣeṛ Ajdid)

## Topographie
Tala Athmane contient 7 zones principales :
- Thaddarth Oufella : le village haut est la partie la plus importante du village, elle-même contient six (6) principaux quartiers :
  1. Avrah : considéré comme le centre du village où se trouve une grande placette baptisée au nom du martyr de la révolution de 1954 - 1962 Hamdi Saïd et une la mosquée, construite entre 1979 et 1982 à côté de l’un des anciens cimetières du village.
  2. Azrug ;
  3. Tharga : un cimetière et un monument commémorant les martyrs de la révolution de 1954 - 1962 s’y trouvent ;
  4. Alma Oualithen ;
  5. Isulas ;
  6. Ahessam ;
- Thazmalt Bouadda : le village vers le bas, bien qu’elle soit une zone intégrante du territoire du village, les habitants gèrent ce quartier d’une manière autonome, du fait qu’ils ont leur propre cimetière ;
- Ighil Oufella : le haut de la colline ;
- Lekhmiss (qui contient La Cité) : est la partie la plus récente du village, ayant été ajoutée après la fin de la guerre de libération, composée majoritairement de population venue des villes ou d'autres villages ;
- Lekehali : à la limite avec la localité de Tamda;
- L’badha : tout près de la rivière du Sebaou;
- La Zone: contient le marché hebdomadaire et plusieurs entreprises, une source importante de revenus financiers pour la commune de Tizi Ouzou, elle s’étend sur 87,2 ha[2] ;

## Institutions publiques

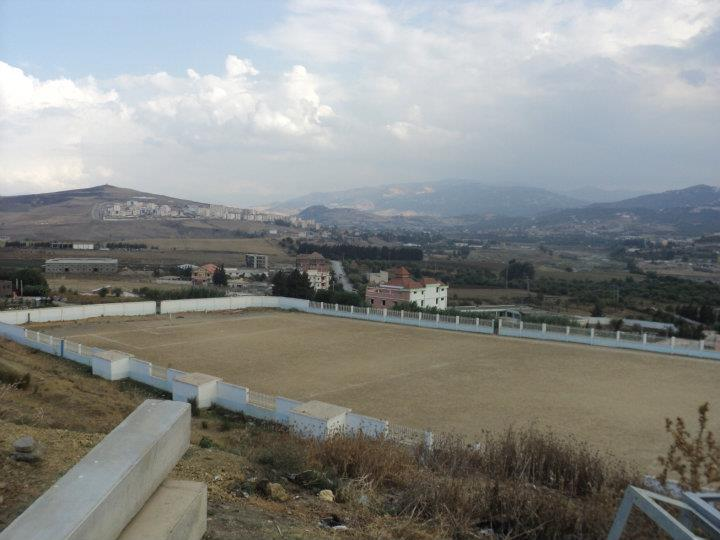
Stade de Tala Athmane.

Tala Athmane possède :
- une école primaire[3] (Frères Moula) ;
- un collège (Amar Boubker) ;
- un bureau de poste[4] (code postal 15144) ;
- un stade de football ;

- une salle de sport ;
- un dispensaire (Belaïd Aliouat).

## Histoire

### Avant l'indépendance de l'Algérie
Dans les années 30, Tala Athmane était un petit bourg de quelques centaines d’habitants, Ighil Ouffella, et la Cité (Lekhmiss) étaient de vastes champs, certains cultivés de saison en saison, les autres ont servi de pâturages pour le bétail. Il y a trois générations, les villageois vivaient dans des maisons simples, construites avec de la paille et de l’argile, comme partout ailleurs en Kabylie, les maisons les plus sophistiquées étaient des bâtiments en pierre, munis d'un toit en tuiles traditionnelles kabyle. La vie était dure et rudimentaire.

### Pendant la guerre de libération
Pendant la guerre d'Algérie, une réunion a eu lieu à Makouda, sous la présidence du lieutenant Amar Bessalah, alias « El Bass », les représentants de tous les secteurs de Ouaguenoun et Makouda ont assisté à cette réunion. Tala Athmane a été représentée par ses responsables locaux,M. Benziane Mohammed (Rebbat) et moula ali, qui étaient chargés de diriger une collecte de fonds, pour le Front de libération nationale (FLN). M. Kacher Arezki a été nommé à la tête du mouvement, qui à son tour, a choisi les membres de ce mouvement, il nomma ainsi (entre autres) :Lamraoui Rabah, Gaoua Hend, Benziane Mohammed (Rebbat), Djemâa Akli, Amar Khiar, Chertouha Arezki, Guettab Ali. Leur mission consistait à recueillir les contributions, mais aussi à obtenir des armes (fusils de chasse, pistolets..), ce mouvement assurait le ravitaillement et la sécurité des combattants lors de leur réunions et déplacements.

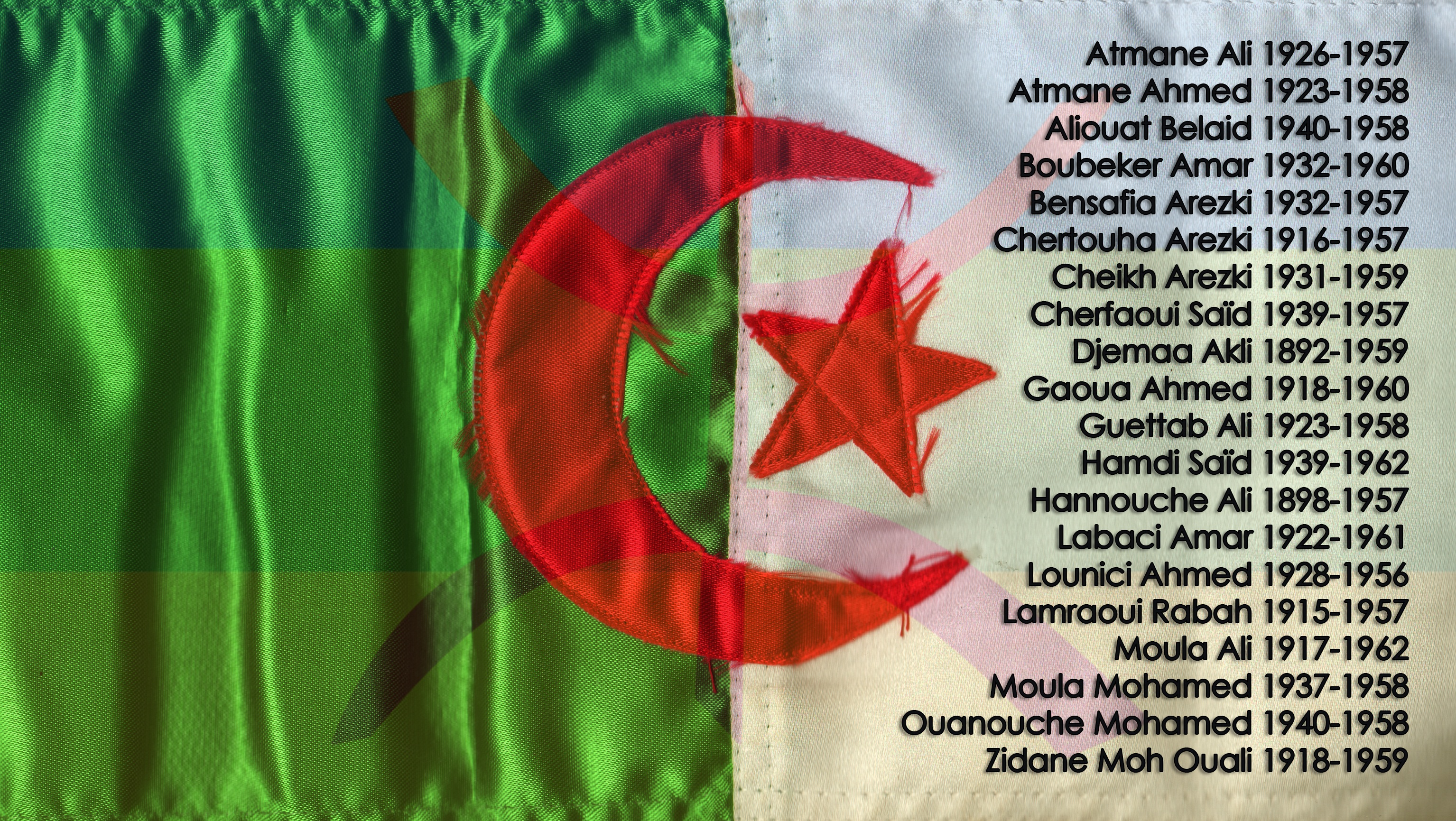
Les martyrs du village.

Au début de l'année 1955, Tala Athmane occupa une place incontournable dans l’organigramme de la wilaya III.

### Après l'indépendance
Juste après l'indépendance, les habitants ont commencé à reconstruire le village, ainsi la place du village (Tala) fut inaugurée en 1963, l’édifice le plus important du village est la mosquée (Othmân ibn Affân) qui fut construite entre 1979 et 1982 au centre historique du village.

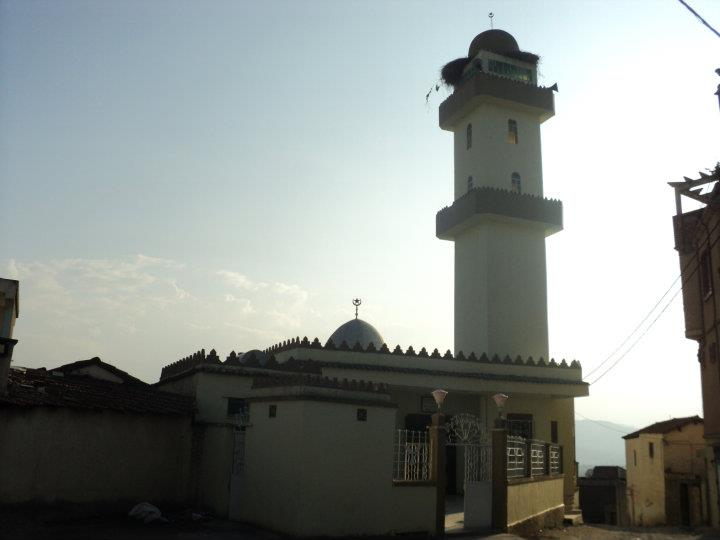
La mosquée de Tala Athmane.

Le village de Tala Athmane a connu une croissance très importante de sa population dans les années 80 et 90 avec la construction de la Cité et l’apport démographique des populations venues d’autres horizons de la Wilaya de Tizi Ouzou pour s’y installer, sans oublier le boom des naissances des années 1970 et 80 que l’Algérie avait connue, ainsi, la jeunesse est la première richesse dont Tala Athmane est très fière.
Le village de Tala Athmane possède un patrimoine important, on peut citer, notamment, sa mosquée, le monument des martyrs et les sources d’eau naturelle, sans oublier ses paysages pittoresques.

## Sport
Tala Athmane possède trois associations sportives :
- Union Sportive de Tala Athmane, (en kabyle : Tadukli Tanaddalt n Tala Σetman), plus couramment abrégé en USTA ou encore en US Tala Athmane, est un club omnisports fondé en 1998. En 2008, lors de l'assemblée générale, Arezki Houheche est élu président du club, succédant ainsi à Abderrahmane Moula[5]. Il est réélu trois mandats olympiques successifs de quatre ans chacun (2012, 2016 et 2020)[6].

Actuellement, l'Union Sportive de Tala Athmane est composée d'une seule section qui est celle du football et évolue en Division d'Honneur de la Wilaya de Tizi Ouzou après avoir décroché l'accession en 2019 sous la direction du jeune entraîneur Issam Bouadaoui et du président Arezki Houheche.
- "JFTA" Jeunes Footballeurs de Tala Athmane[8], école de football pour les petites catégories.
- "ITA" Inaddalen Tala Athmane, comprend diverses disciplines telles que le kick-boxing et Vovinam Viet Vo Dạo entre autres[9].